# Ī́
Ī́ (minuscule : ī́), appelé I macron accent aigu, est une lettre latine utilisée dans l’écriture du kaska, dans la romanisation ISO 843 du grec ou dans la romanisation ISO 15919 du sanskrit védique.

## Utilisation
Dans l’ISO 843, ‹ Ī́, ī́ › translittère la lettre eta tonos ‹ Ή, ή › pour le différencier du ‹ Í, í › qui peut transittérer à la fois le iota tonos ‹ Ί, ί › et eta tonos,.

## Représentations informatiques
Le I macron accent aigu peut être représenté avec les caractères Unicode suivants : 
- composé et normalisé NFC (latin étendu A, diacritiques) :

| formes    | représentations | chaînes de caractères | points de code | descriptions                                             |
| --------- | --------------- | --------------------- | -------------- | -------------------------------------------------------- |
| capitale  | Ī́               | Ī◌́                    | U+012A U+0301  | lettre majuscule latine i macron diacritique accent aigu |
| minuscule | ī́               | ī◌́                    | U+012B U+0301  | lettre minuscule latine i macron diacritique accent aigu |

- décomposé et normalisé NFD (latin de base, diacritiques) :

| formes    | représentations | chaînes de caractères | points de code       | descriptions                                                         |
| --------- | --------------- | --------------------- | -------------------- | -------------------------------------------------------------------- |
| capitale  | Ī́               | I◌̄◌́                   | U+0049 U+0304 U+0301 | lettre majuscule latine i diacritique macron diacritique accent aigu |
| minuscule | ī́               | i◌̄◌́                   | U+0069 U+0304 U+0301 | lettre minuscule latine i diacritique macron diacritique accent aigu |